# Белолики гуан
Белолики гуан (лат. Penelope argyrotis) је врста птице из рода , породице . Живи у Колумбији и Венецуели. Природна станишта су јој тропске и суптропске влажне планинске шуме и деградирана подручја некадашњих шума.